# فيلمور (يوتا)
فيلمور (بالإنجليزية: Fillmore, Utah) هي مدينة تقع في الولايات المتحدة في مقاطعة ميلارد، يوتا. يقدر عدد سكانها بـ 2,489 نسمة ومساحتها 14.9 كم2 وترتفع عن سطح البحر 1,565 متر.

## التركيبة السكانية
حدّد مكتب تعداد الولايات المتحدة بيانات التركيبة السكانية لفيلمور في تعداد الولايات المتحدة. في ما يلي، التركيبة السكانية حسب تعدادي 2000 و2010.

### تعداد عام 2000
بلغ عدد سكان فيلمور 2,253 نسمة بحسب تعداد عام 2000، وبلغ عدد الأسر 732 أسرة وعدد العائلات 563 عائلة مقيمة في المدينة. في حين سجلت الكثافة السكانية 124.9 نسمة لكل كيلومتر مربع (323.5/ميل2). وبلغ عدد الوحدات السكنية 823 وحدة بمتوسط كثافة قدره 45.6 لكل كيلومتر مربع (118.1/ميل2).
وتوزع التركيب العرقي للمدينة بنسبة 91.70% من البيض و0.09% من الأمريكيين الأفارقة و1.38% من الأمريكيين الأصليين و2% من الأمريكيين ذوي الأصول الآسيوية و3.46% من الأعراق الأخرى و1.38% من عرقين مختلطين أو أكثر و11.19% من الهسبانيون أو اللاتينيون من أي عرق.
بلغ عدد الأسر 732 أسرة كانت نسبة 47% منها لديها أطفال تحت سن الثامنة عشر تعيش معهم، وبلغت نسبة الأزواج القاطنين مع بعضهم البعض 64.8% من أصل المجموع الكلي للأسر، ونسبة 8.9% من الأسر كان لديها معيلات من الإناث دون وجود شريك،  بينما كانت نسبة 3.3% من الأسر لديها معيلون من الذكور دون وجود شريكة وكانت نسبة 23.1% من غير العائلات. تألفت نسبة 21.9% من أصل جميع الأسر من عدة أفراد يعيشون في نفس المنزل ونسبة 12.4% كانت تتألف من شخص يعيش بمفرده يبلغ من العمر 65 عاماً أو أكثر. وبلغ متوسط حجم الأسرة المعيشية 3.06، أما متوسط حجم العائلات فبلغ 3.62.
بلغ العمر الوسطي للسكان 29.8 عاماً. وكانت نسبة 36.8% من القاطنين تحت سن الثامنة عشر، وكانت نسبة 8.3% بين الثامنة عشر والرابعة والعشرين عاماً، ونسبة 23.7% كانت واقعةً في الفئة العمرية ما بين الخامسة والعشرين والرابعة والأربعين عاماً، ونسبة 17.8% كانت ما بين الخامسة والأربعين والرابعة والستين، ونسبة 12.8% كانت ضمن فئة الخامسة والستين عاماً فما فوق. يوجد لكل 100 أنثى 98.9 ذكر، ويوجد لكل 100 أنثى في الثامنة عشر من عمرها فما فوق 97.2 ذكر.
بلغ متوسط دخل الأسرة في المدينة 31,719 دولارًا، أما متوسط دخل العائلة فبلغ 34,830 دولارًا. وكان متوسط دخل الذكور 31,944 دولارًا مقابل 20,000 دولارًا للإناث. وسجل دخل الفرد الخاص بالمدينة 12,061 دولارًا. وكانت نسبة 15.6% من العائلات ونسبة 21% من السكان تحت خط الفقر، وكان من هؤلاء نسبة 27.1% تحت سن الثامنة عشر ونسبة 11.9% في الخامسة والستين من العمر وما فوق.

### تعداد عام 2010
بلغ عدد سكان فيلمور 2,435 نسمة بحسب تعداد عام 2010، وبلغ عدد الأسر 824 أسرة وعدد العائلات 633 عائلة مقيمة في المدينة. في حين سجلت الكثافة السكانية 135 نسمة لكل كيلومتر مربع (349.6/ميل2). وبلغ عدد الوحدات السكنية 936 وحدة بمتوسط كثافة قدره 51.9 لكل كيلومتر مربع (134.4/ميل2).
وتوزع التركيب العرقي للمدينة بنسبة 83.08% من البيض و1.07% من الأمريكيين الأصليين و1.56% من الأمريكيين ذوي الأصول الآسيوية و0.08% من سكان جزر المحيط الهادئ و11.87% من الأعراق الأخرى و2.34% من عرقين مختلطين أو أكثر و17.17% من الهسبانيون أو اللاتينيون من أي عرق.
بلغ عدد الأسر 824 أسرة كانت نسبة 42% منها لديها أطفال تحت سن الثامنة عشر تعيش معهم، وبلغت نسبة الأزواج القاطنين مع بعضهم البعض 65.8% من أصل المجموع الكلي للأسر، ونسبة 6.6% من الأسر كان لديها معيلات من الإناث دون وجود شريك،  بينما كانت نسبة 4.5% من الأسر لديها معيلون من الذكور دون وجود شريكة وكانت نسبة 23.2% من غير العائلات. تألفت نسبة 21.5% من أصل جميع الأسر من عدة أفراد يعيشون في نفس المنزل ونسبة 10.1% كانت تتألف من شخص يعيش بمفرده يبلغ من العمر 65 عاماً أو أكثر. وبلغ متوسط حجم الأسرة المعيشية 2.94، أما متوسط حجم العائلات فبلغ 3.45.
بلغ العمر الوسطي للسكان 32.5 عاماً. وكانت نسبة 32.8% من القاطنين تحت سن الثامنة عشر، وكانت نسبة 6.8% بين الثامنة عشر والرابعة والعشرين عاماً، ونسبة 23.9% كانت واقعةً في الفئة العمرية ما بين الخامسة والعشرين والرابعة والأربعين عاماً، ونسبة 23.1% كانت ما بين الخامسة والأربعين والرابعة والستين، ونسبة 13.4% كانت ضمن فئة الخامسة والستين عاماً فما فوق. وتوزع التركيب الجنسي للسكان بنسبة 50.9% ذكور و49.1% إناث.

## أعلام
- أرنولد وليامز
- ريان بينيت
- سام ميلفيل
- جيسي بوون